# Riku Hahl
Riku Hahl (ur. 1 listopada 1980 w Hämeenlinna) – fiński hokeista, reprezentant Finlandii.
Jego brat Jari został siatkarzem.

## Kariera
- HPK U16 (1995-1996)
- HPK U18 (1996-1997)
- HPK U20 (1997-2000)
- HPK (1998-2001)
- Colorado Avalanche (2001-2004)
- Hershey Bears (2001-2003)
- HPK (2004-2005)
- HC Davos (2005-2006)
- Timrå (2006-2008)
- Frölunda HC (2008-2011)
- Jokerit (2011-2015)
- HPK (2015)

Wychowanek klubu HPK w rodzinnym mieście. Występował w rozgrywkach fińskiej SM-liiga, północnoamerykańskich NHL i AHL, szwajcarskiej NLA, szwedzkiej Elitserien. Od maja 2011 zawodnik stołecznego fińskiego klubu Jokerit. W styczniu 2012 i kwietniu 2013 przedłużał kontrakt o rok. Od lipca 2015 ponownie zawodnik HPK. W sezonie Liiga (2015/2016) był kapitanem drużyny i rozegrał tylko 12 spotkań z uwagi na dolegliwości zdrowotne.
Uczestniczył w turniejach Pucharu Świata 2004 oraz mistrzostw świata w 2005, 2006, 2008, 2010.

## Sukcesy

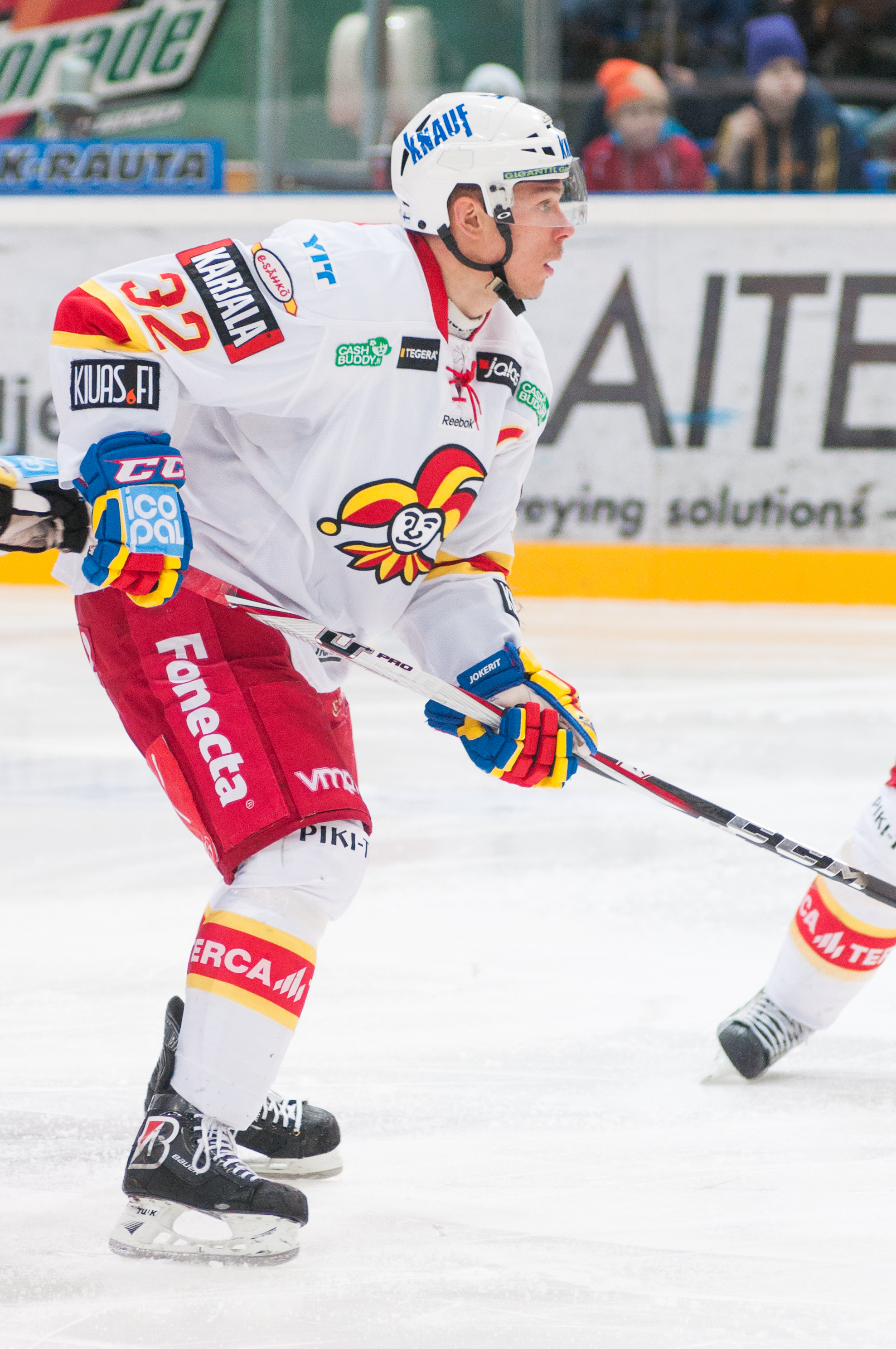
Riku Hahl w barwach Jokeritu (2012)

Reprezentacyjne
- Srebrny medal mistrzostw Europy juniorów do lat 18: 1998
- Srebrny medal Pucharu Świata: 2004
- Brązowy medal mistrzostw świata: 2006, 2008

Klubowe
- Brązowy medal mistrzostw Finlandii: 1999, 2000, 2005 z HPK, 2012 z Jokeritem
- Mistrzostwo dywizji NHL: 2002 z Colorado Avalanche
- Złoty medal mistrzostw Szwajcarii: 2005 z HC Davos
- Puchar Spenglera: 2004 z HC Davos
- Drugie miejsce w European Trophy: 2011 z Jokeritem